# Sékouba Bambino
Pour les articles homonymes, voir Diabaté et Sékouba Diabaté.
Sékouba Diabaté, dit Sékouba Bambino, est un chanteur guinéen né en 1964 à Kintinya près de Siguiri (Haute-Guinée).

## Biographie
Sekouba Diabaté est né en 1964 à Kintinya près de Siguiri en Haute-Guinée de parents griots. Sa mère, Mariama Samoura, est une chanteuse rendue célèbre par un titre que reprendra plus tard son fils : Apollo. Bien que son père s'oppose à ce que le jeune Sékouba devienne lui-même chanteur, il se fait remarquer dans plusieurs orchestres locaux de Siguiri et reçoit, en 1979, le prix du meilleur chanteur de Guinée. Il rejoint alors l'orchestre national le Bembeya Jazz à la demande expresse du président guinéen Ahmed Sékou Touré. C'est là qu'il acquiert son surnom Bambino pour ne pas le confondre avec son homonyme, guitariste virtuose de cet orchestre.
Sa carrière solo démarre à l'initiative du producteur sénégalais Ibrahima Sylla. Celui-ci le prend d'abord dans l'album Faso des fils de Sory Kandia Kouyaté, il y fait les chœurs et participe même au videoclip. Sylla décide alors de lui faire enregistrer son premier album " Kassa d'où sortiront les tubes Cinéma Wondo, Bonya. Cet album place dès lors le chanteur comme une vedette de la chanson guinéenne. Ibrahima Sylla produit tous les albums de l'artiste et lui fait confiance pour s'engager dans les projets artistiques que le producteur construit comme Africando ou Mandekalou.
En parallèle à une carrière solo, il rejoint, comme invité puis comme permanent, le groupe "salsafricain" Africando. Déjà présent dans Gombo Salsa, il chante M'borin, qui appelle les hommes à « être à la hauteur », à faire preuve de sagesse, d’attention, d’écoute réciproque.
Avec son album Sinikan, où il mobilise les arrangements de François Bréant qui était intervenu sur l'album Soro de Salif Keita, il se fait connaître par un large public comme l'un des meilleurs représentants de la musique mandingue contemporaine. Sa voix de ténor lyrique est proche de celle de Kouyaté Sory Kandia, autre célèbre chanteur guinéen qui a contribué à révéler la musique mandingue.
En 2004, à l'initiative du producteur Ibrahima Sylla, il enregistre avec notamment Kandia Kouyaté, Bako Dagnon, Kémo Kandé, Kerfala Kanté, Kassé Mady Diabaté, une série de standards de la musique mandingue. Ces enregistrements donneront deux CD intitulés "Mandekalou", fleurons des plus grands djéli (griots) mandingues contemporains.
Il participe en 2006 au World Music Festival d'Oron-le-Châtel dans le canton de Vaud en Suisse romande.
Pour son retour en 2012, Sékouba Bambino publie Innovation toujours produit par Ibrahima Sylla un album très dansant qui rassemble plusieurs titres d’inspiration lusophone, sous l’égide du producteur Manu Lima, avec lequel il compose d’ailleurs le titre phare du disque, Sinontena.

## Discographie

### Avec l'Orchestre national Bembeya Jazz
- 1985: Telegramme
- 1986: Koumbatenen
- 1987: Sabou
- 1988: Wakelen

### En solo
- 1990 : Sama
- 1992 : Le Destin
- 1994 : Sily National I
- 1996 : Kassa (Syllart Records)
- 1996 : Kassa (Syllart Records)

1. Bonya
2. Autorail
3. Koumakan
4. An nya deme
5. Kassa
6. Damenséna
7. Iti miri nma
8. Na soumbou
9. Acanadia
10. Diommaya
11. Kassouma ma
12. Cinema wondo
13. Maloya

- 1996 : Kassa (Syllart Records)

1. An Nya Dèmè
2. Miri
3. Canadia
4. Imakoun
5. Bouya
6. Autorail

- 1998 : Sily National II
- 2002 : Sinikan (Syllart Records)

1. Sinikan
2. Découragé
3. Ni mafélé
4. Famou
5. Ndiwa ndiwa
6. Diougouya magni
7. Afé tolama
8. Gnangnini
9. Banadiou
10. Promesse
11. It's Man's Man's, Man's World
12. Famou (Remix Dance)

- 2004 : Ambiance ballon (Syllart Records)

1. Sily 2004
2. Sebema
3. Afogne
4. Lahidou
5. Sily national 2000
6. Wassaba
7. Koli
8. Warasso
9. Taximan
10. Watisse
11. Balonta
12. Mogo kelenko
13. Dabia baba
14. Sinan

- 2004 : 15e anniversaire (Syllart Records)

1. Anniversaire
2. Mbambou
3. Sory
4. Dalaka
5. Télégramme
6. Bambino Show
7. Bamako Jolie Den
8. Saratenite

- 2006 : CAN History 1957-2006 (Syllart Records)

1. Koumanfe
2. Sily National
3. Warasso
4. Garadona
5. Allez Africa
6. Sontila
7. Madiali
8. Djaka Touba
9. Alounikei

- 2008 : Syli National CAN 2008 (Syllart Records)
- 2011 : Ma Guinée (Syllart Records)# Ma Guinée Is Back

1. Ankawouly
2. L'indépendance
3. Ayemi
4. Kanden
5. Ayemii (Remix)
6. Bonus

- 2012 : Diatiguyw (Syllart Records)

1. Koumakelalou
2. Seko Bangaly
3. Kaba Mousso
4. Habiba
5. Moya Kankoun
6. Diatiguya
7. Sekouba Barana
8. Kadete
9. L'excision

- 2012 : Innovation (Syllart Records)

1. Simontena 3:53
2. Kiss Me 4:21
3. Berce moi 5:01
4. Ouba Cisse 5:01
5. Nagne Sara Ila 5:17
6. Rien que pour toi 3:33
7. Ibarawa 5:17
8. Irréprochable 5:10
9. Garafani 4:37

### AvecAfricando
- 1997 : Gombo Salsa (Syllart Records)
- 1998 : Baloba (Syllart Records)
- 2000 : Betece (Syllart Records)
- 2006 : Martina (Syllart Records)
- 2008 : Ketukuba (Syllart Records)
- 2013 : Viva Africando (Syllart Records)

### Contributions
- 19?? : Faso de Kouyaté&Kouyaté (Syllart Records)
- 2000 : Les Leaders de la Guinée (Syllart Records)
- 2004 : Mandekalou Vol 1 (Syllart Records)
- 2006 : Mandekalou Vol 2 (Syllart Records)

## Prix et reconnaissances
- 2021 : Trophées d'excellence aux Victoires de la musique guinéenne.
- 2024 : Grand prix et meilleure chanson de l'année pour Tako Saba aux Victoires de la musique guinéenne[6].